# Sana-gawa
Le fleuve Sana (佐奈川, Sanagawa) est un cours d'eau du Japon s'écoulant dans la préfecture d'Aichi. Son embouchure se trouve en baie de Mikawa.

## Bassin fluvial
Le bassin fluvial du fleuve Sana s'étend sur la préfecture d'Aichi.
- Préfecture d'Aichi
  - Toyokawa
  - District de Hoi
    - Kozakai

  - Toyohashi